# Við Djúpumýrar
Við Djúpumýrar ist ein Fußballstadion in Klaksvík, der zweitgrößten Stadt der Färöer. Die Heimspielstätte des Fußballvereins KÍ Klaksvík liegt mitten in der Stadt und bietet 2500 Plätze, davon 1300 Sitzplätze. Gespielt wird auf einem Kunstrasen. Zwischendurch trug das Stadion den Sponsorennamen Injector Arena. Es grenzt an eine Leichtathletikanlage, eine Schwimm- sowie eine Badmintonhalle.

## Geschichte
Die Anlage war 2010 und 2011 Schauplatz des Endspiels im färöischen Fußballpokal. 2019 begann die Modernisierung der Anlage, um auch internationale Partien austragen zu können. Nach den Anforderungen wurde die Sicherheitszone im Stadion auf fünf Meter in die Seitenlinie hinein erweitert. Es wurde eine neue Flutlichtanlage aufgestellt. Es wurde ein neuer Rasen verlegt und eine Bewässerungsanlage installiert. Des Weiteren installierte man neue Sitzplätze. 2020, im zweiten Bauabschnitt, wurden die Umkleidekabinen saniert und weitere Einrichtungen, die für Länderspiele nötig sind, gebaut. Darüber hinaus wurde ein neues Trainingsgelände mit Eislaufbahn errichtet. Neben dem Tórsvøllur in Tórshavn ist das Við Djúpumýrar als Spielort der U-17-Fußball-Europameisterschaft der Frauen 2025 vorgesehen.